# Trond Nymark
Trond Nymark, född den 28 december 1976 i Bergen, är en norsk friidrottare som tävlar i gång.
Nymark deltog vid EM 2002 i München där han slutade femma på 50 km gång. Han deltog vid Olympiska sommarspelen 2004 där han slutade på trettonde plats. Vid VM 2005 var han nära att ta en medalj då han slutade fyra. 2006 blev han silvermedaljör vid IAAF World Race Walking Cup. 
Vid EM 2006 blev han fyra och vid IAAF World Race Walking Cup 2008 slutade han på tredje plats.
Han deltog vid VM 2009 i Berlin där han noterade ett nytt personligt rekord på 50 km gång, 3:41.16. Han slutade på andra plats och tog därmed Norges första medalj vid världsmästerskapen.

## Personliga rekord
- 50 km gång - 3:41.16